# Аліса – дроворуб
«Аліса – дроворуб» (англ. Alice the Lumberjack) — американський анімаційний короткометражний  фільм із серії «Комедії Аліси», що вийшов 27 грудня 1926 року.

## Синопсис
Звичайна історія про Піта, який намагається викрасти Алісу, на цей раз, коли вони з Юлієм працюють як лісоруби на річці.

## Головні персонажі
- Аліса
- Юлій
- Піт

## Інформаційні данні
- Аніматори[3]:
  - Аб Айверкс
  - Роллін Гамільтон[en]
  - Рудольф Ізінг[en]
  - Г'ю Гарман[en]
- Оператор[3]:
  - Рудольф Ізінг[en]
- Живі актори[3]:
  - Маргі Ґей[fr]
- Тип анімації: об'єднання реальної дії та стандартної анімації
- Виробничий код: ACL-28[4]